# Awaous macrorhynchus
Awaous macrorhynchus är en fiskart som först beskrevs av Bleeker, 1867.  Awaous macrorhynchus ingår i släktet Awaous och familjen smörbultsfiskar. IUCN kategoriserar arten globalt som livskraftig. Inga underarter finns listade.